# Élections générales ontariennes de 1879
 (juin 2014).
Si vous disposez d'ouvrages ou d'articles de référence ou si vous connaissez des sites web de qualité traitant du thème abordé ici, merci de compléter l'article en donnant les références utiles à sa vérifiabilité et en les liant à la section « Notes et références ».
L'élection générale ontarienne de 1879 se déroule le 5 juin 1879 afin d'élire les 88 députés de la 4e législature (en) à l'Assemblée législative de l'Ontario (Canada). Il s'agit de la 4e élection générale depuis la confédération canadienne de 1867.
Le Parti libéral dirigé par Oliver Mowat est réélu d'un troisième mandat avec une plus grande majorité à l'Assemblée législative.
Le Parti conservateur qui est maintenant dirigé par William Ralph Meredith, car ce dernier remplace Matthew Crooks Cameron (en) qui avait démissionné en 1878 et son retrait de la vie politique le 9 janvier dernier. Mais le parti continue à perdre des sièges.

## Résultats
| Parti libéral | Parti conservateur | Conservateur Indépendant |
| 57 sièges     | 29 sièges          | 2 sièges                 |
| ^             |                    |                          |
| majorité      |                    |                          |

| Parti | Parti                    | Chef                   | Sièges | Sièges | Sièges  | Voix | Voix |
| Parti | Parti                    | Chef                   | 1875   | Élus   | % Diff. | %    | Diff |
| ----- | ------------------------ | ---------------------- | ------ | ------ | ------- | ---- | ---- |
|       | Libéral                  | Oliver Mowat           | 50     | 57     | +14.0%  |      |      |
|       | Conservateur             | William Ralph Meredith | 34     | 29     | -14.7%  |      |      |
|       | Libéral-conservateur     | William Ralph Meredith | 1      | -      | -       |      |      |
|       | Conservateur indépendant |                        | 2      | 2      | -       |      |      |
|       | Libéral Indépendant      |                        | 2      | 2      | -       |      |      |
| Total | Total                    | Total                  | 88     | 88     | -       |      |      |

## Source
- (en) Cet article est partiellement ou en totalité issu de l’article de Wikipédia en anglais intitulé « Ontario general election, 1879 » (voir la liste des auteurs).